# Praděd
Il monte Praděd (in polacco: Pradziad; in tedesco: Altvater, che significa nonno), con i suoi 1.491,3 m s.l.m. è la montagna più alta dei Hrubý Jeseník, una catena montuosa dei Sudeti Orientali. 
Si trova al confine tra la Slesia ceca e la Moravia in Repubblica Ceca. Costituisce il punto più elevato di quest'ultima.